# Joliot-Curie - Chateaubriand (métro de Rennes)
Pour les articles homonymes, voir Joliot-Curie et Chateaubriand.
Joliot-Curie - Chateaubriand est une station de la ligne B du métro de Rennes, située à la limite des quartiers Longs-Champs (à l'est) et Jeanne d’Arc (à l'ouest) à Rennes dans le département français d'Ille-et-Vilaine en région Bretagne.
Mise en service en 2022, elle est conçue par les architectes Laurent Gouyou-Beauchamps et Fabien Pédelaborde.
C'est une station, équipée d'ascenseurs, qui est accessible aux personnes à mobilité réduite.

## Situation sur le réseau
Établie en souterrain (tranchée couverte) sous le boulevard de Vitré, la station Joliot-Curie - Chateaubriand est située sur la ligne B, entre les stations Les Gayeulles (en direction de Gaîté) et Beaulieu - Université (en direction de Viasilva).

## Histoire
La station Joliot-Curie - Chateaubriand est mise en service le 20 septembre 2022, lors de l'ouverture à l'exploitation de la ligne B. Son nom a pour origine les deux lycées situés à proximité : le lycée Joliot-Curie, du nom de la chimiste et femme politique française (1897-1956), et le lycée Chateaubriand, du nom de l'écrivain français (1768-1848).
L'architecture de la station fait appel au béton traité avec un effet froissé sur les massifs mur de soutènement des entrées.
Initialement appelée Chateaubriand, du nom du lycée voisin, la future station est rebaptisée Irène Joliot-Curie en février 2011 après consultation des usagers. Par la suite, le nom Joliot-Curie a été retenu avec l'accord de la famille, qui souhaitait initialement qu'elle porte le nom Irène et Frédéric Joliot-Curie, ce que Rennes Métropole a refusé en raison de la trop grande longueur du nom,.
La construction de la station a commencé le 16 février 2014. 
La dalle de couverture est coulée entre fin 2015 et début 2016, le gros œuvre se poursuit jusqu'à l'été 2016 ; viens ensuite le second œuvre qui s'achève à la fin de l'année 2020 ; la signalétique est posée et les finitions sont effectuées jusqu'à l'été 2021,. Les aménagements de surface sont menés par étape dès 2017 et s'achèvent fin 2020.
Elle est réalisée par les architectes Laurent Gouyou-Beauchamps et Fabien Pédelaborde, qui ont dessiné une station, dont les quais sont situés à faible profondeur à 6,8 mètres sous la surface et sur un seul niveau, la station ne dispose pas de salle des billets différenciée des quais,.
En juillet 2017, Rennes Métropole décide de changer à nouveau le nom de la station en Joliot-Curie - Chateaubriand afin de mieux rappeler la présence du lycée Chateaubriand à proximité de la station, en plus du lycée Joliot-Curie. Cette décision suscite plusieurs critiques, dont celles d'Antoine Cressard, conseiller municipal de l'opposition, qui regrette « cette décision remet en cause le travail des groupes d’usagers [...] qui avait abouti au choix du nom d'Irène Joliot-Curie » et pointe aussi que ça va à « l'encontre du mouvement visant à féminiser les voies et lieux emblématiques ».
En octobre 2017, une pétition demandant le retour à l'ancien nom a récolté près de 1 600 signatures, ses créateurs dénonçant notamment « [la dilution du] caractère féminin et scientifique » du nouveau nom. En janvier 2018, le dossier sur le nom de la station n'est pas clos, la solution avancée par deux professeurs des deux lycées voisins et acceptée par la famille Joliot-Curie serait de nommer la station de métro Irène Joliot-Curie, soit revenir au nom voté en 2011, et l'arrêt de bus voisin Frédéric Joliot-Curie. En 2021, le nom choisi en 2017 est maintenu sur les documents de présentation du nouveau réseau de bus qui sera mis en place à la mise en service de la ligne B.
L'artiste suisse Valentin Carron a réalisé et décoré la clôture du lycée Châteaubriand au niveau de la station de métro, cette œuvre se nomme Creatura,.

## Service des voyageurs

### Accès et accueil
La station est accessible via deux tranchées couvertes de part et d'autre du boulevard, une par quai, comprenant chacune : côté nord, un escalier couplé avec un escalier mécanique et côté sud un escalier couplé avec un ascenseur.
La station est équipée de distributeurs automatiques de titres de transport et de portillons d'accès couplés à la validation d'un titre de transport, afin de limiter la fraude. La décision a été confirmée lors du conseil du 30 avril 2015 de Rennes Métropole.

Les quais et les environs la station
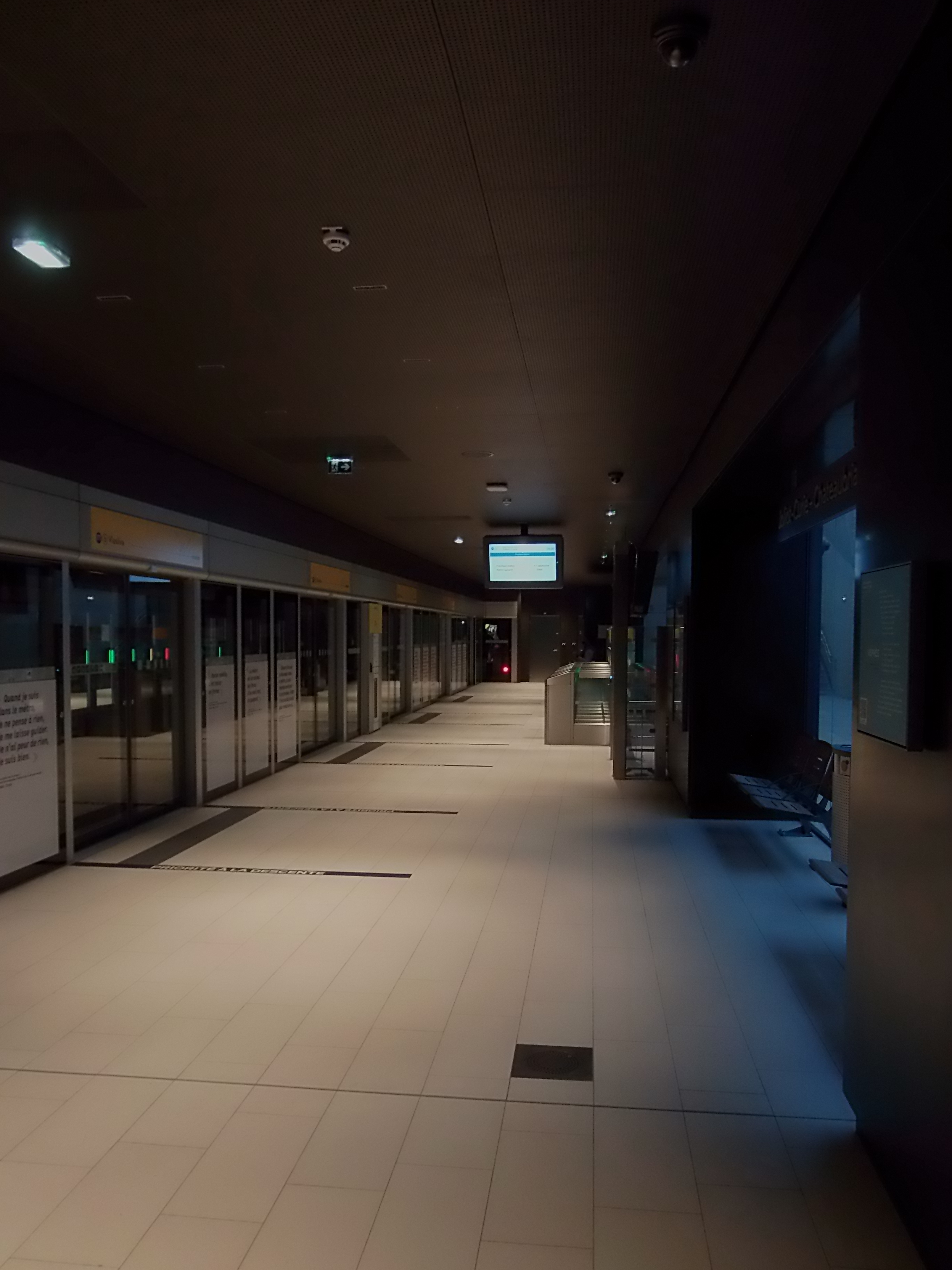
Quai de la station.
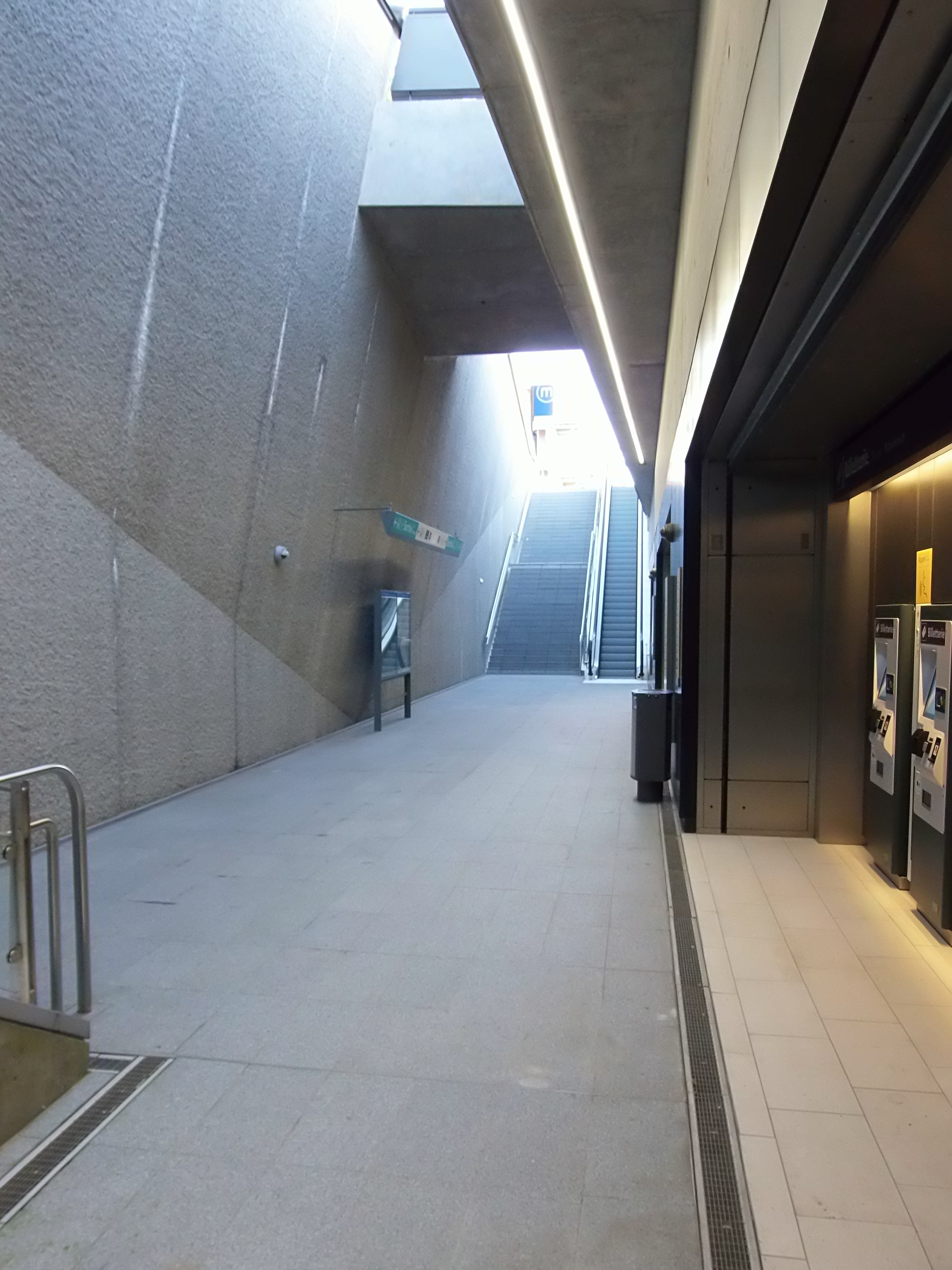
Accès à la station.
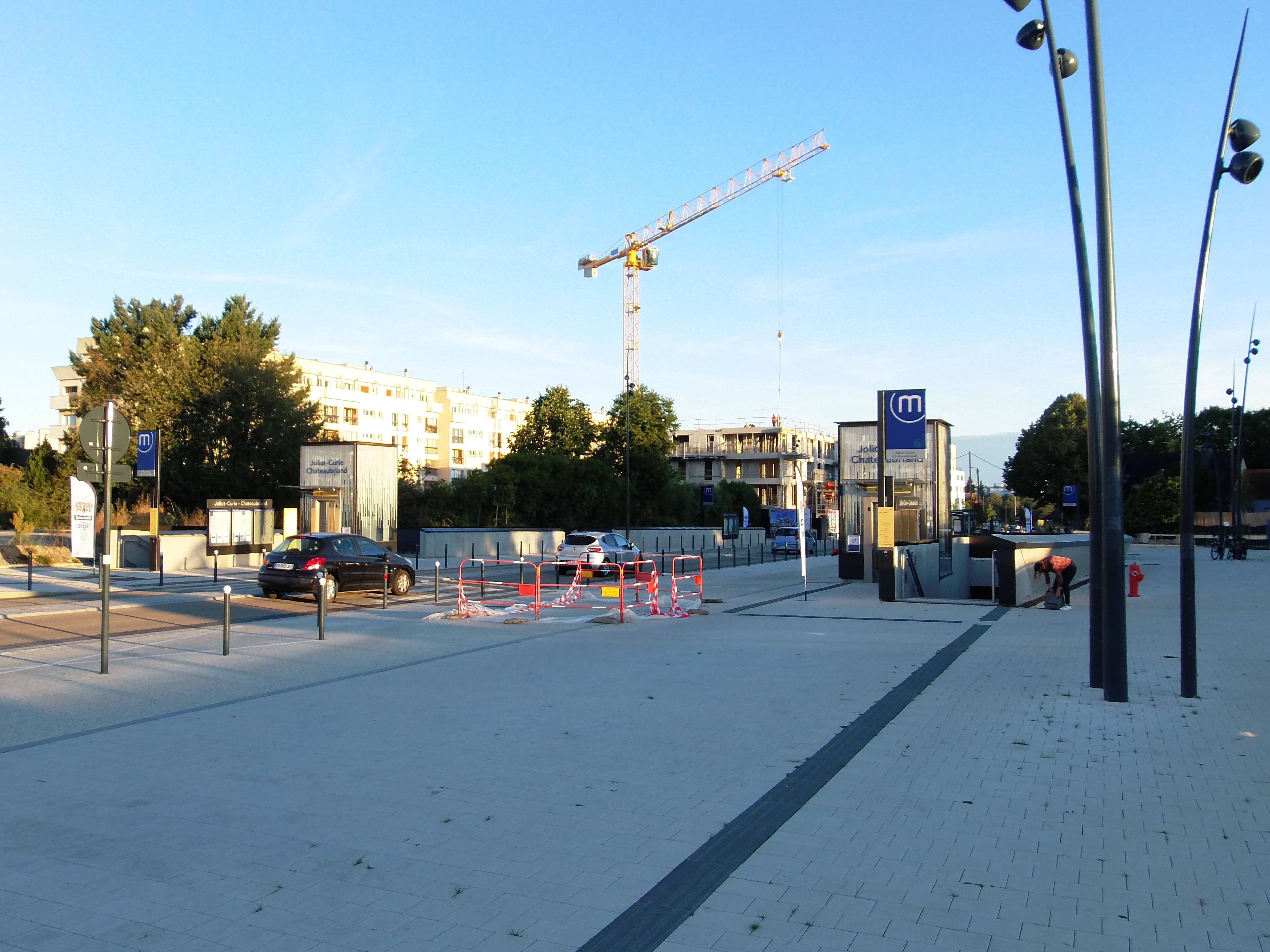
Les abords de la station.

### Desserte
Joliot-Curie - Chateaubriand est desservie par les rames qui circulent quotidiennement sur la ligne B, avec une première desserte à 5 h 15 (7 h 20 les dimanches et fêtes) et la dernière desserte à 0 h 40 (1 h plus tard les nuits des jeudis aux vendredis, vendredis aux samedis et des samedis aux dimanches).

### Intermodalité
Une station STAR, le vélo est installée à proximité.
Elle est desservie par les lignes de bus C5, 201, 202, 204 et la nuit par la ligne N5.

## À proximité
La station dessert notamment :
- le parc de Maurepas ;
- le lycée Joliot-Curie ;
- le lycée Chateaubriand.